# Necyria bellona
The Bellona Metalmark (Necyria bellona) là một loài bướm thuộc họ Riodinidae. Loài này có ở most của Nam Mỹ.

## Phân loài
The following subspecies are recognised:
- Necyria bellona bellona (Bolivia)
- Necyria bellona saundersii (Colombia and Ecuador)
- Necyria bellona manco (Colombia)
- Necyria bellona juturna (Colombia)
- Necyria bellona westwoodi (Peru)
- Necyria bellona whitelyiana (Peru)
- Necyria bellona zaneta (Ecuador)
- Necyria bellona gerhardi (Colombia)
- Necyria bellona ahrenholzi (Peru)

## Hình ảnh

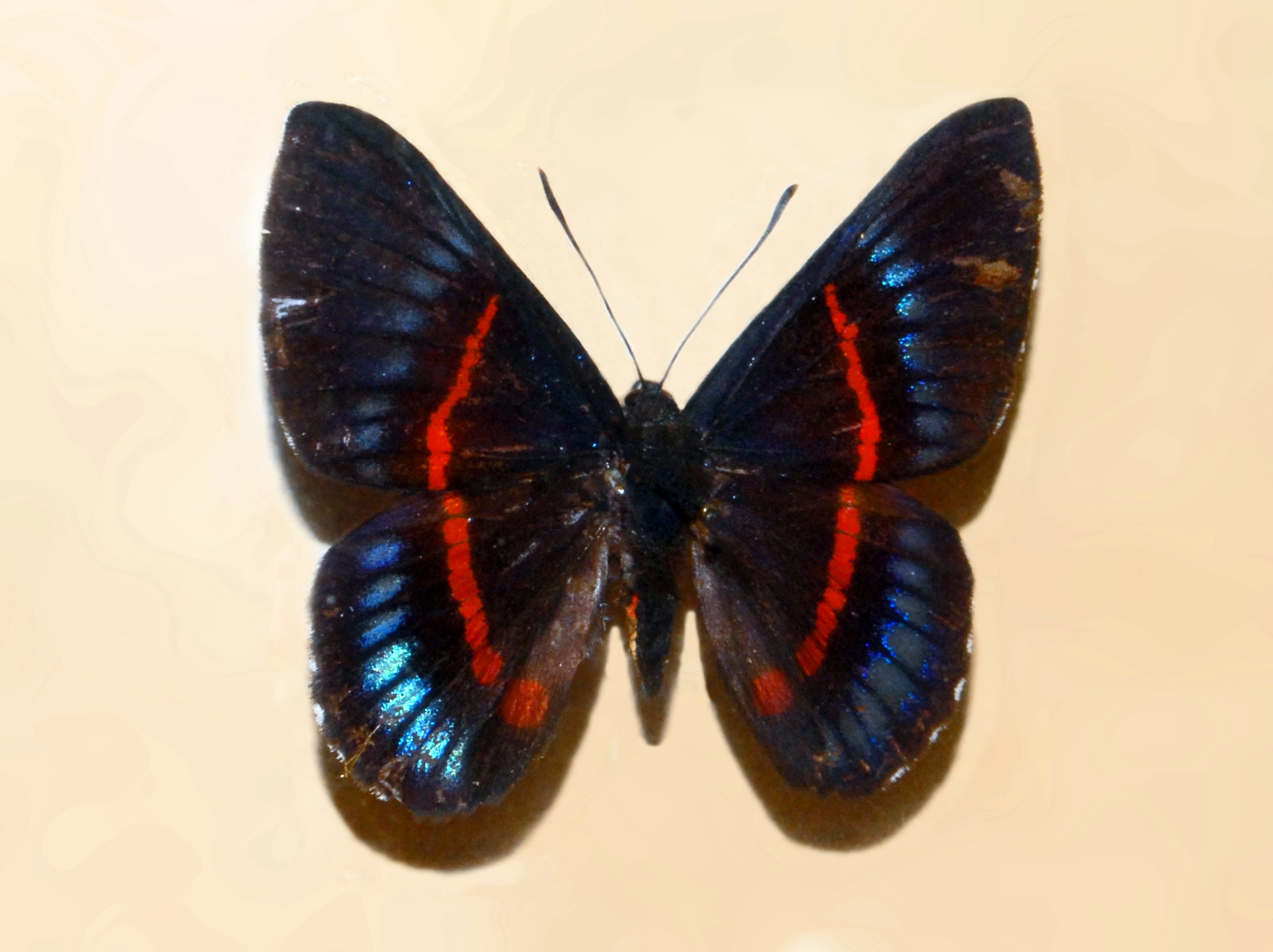
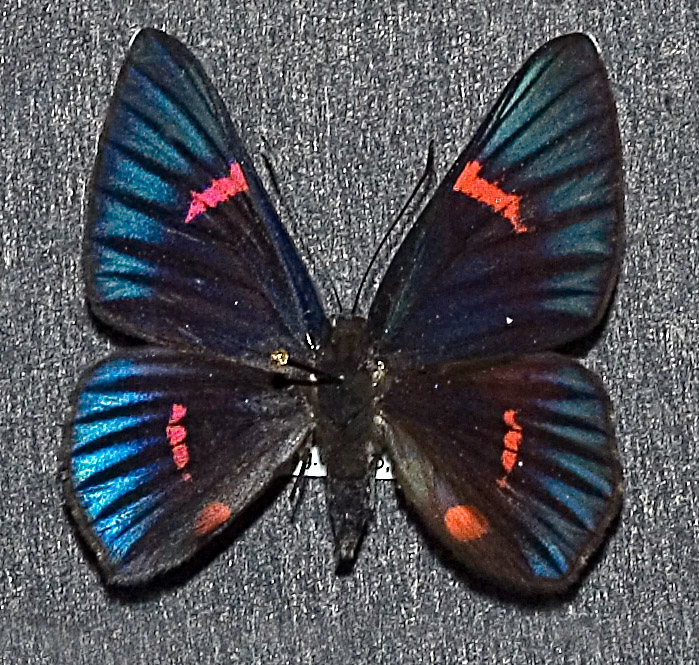